# كأس هونغ كونغ 1974–75
كأس هونغ كونغ 1974–75 هو موسم من كأس هونغ كونغ. فاز فيه نادي سيكو ‏.